# 夔

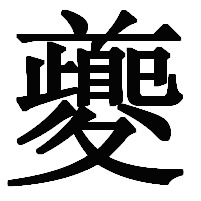

夔（き）は、中国神話における神、動物、人物、または妖怪のこと。夔牛（）ともいう。古い伝承によれば一本足であり、音楽と深い関係にあるとされた。夔についての伝承は時代や地域によって大きく異なっている。

## 中国の夔

### 起源

殷代の甲骨文字における「夔」

元は殷代に信仰された神で、夔龍とも呼ばれる龍神の一種であった。一本足の龍の姿で表され、その姿は鳳と共に夔鳳鏡といった銅鏡等に刻まれた。鳳が熱帯モンスーンを神格化した降雨の神であった様に、夔龍もまた降雨に関わる自然神だったと考えられており、後述の『山海経』にて風雨を招くとされるのもその名残と思われる。後に一本足の牛の姿で表されたのも牛が請雨のために龍神に捧げられた犠牲獣であったためとされている。一本足は天から地上へ落ちる一本の雷を表すともいわれる。

### 神話のなかの夔

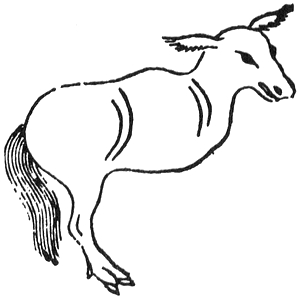
山海経より「夔」

『山海経』第十四「大荒東経」によれば、夔は東海の流波山頂上にいる動物である。その姿は牛のようだが角はなく、脚は一つしかない。体色は蒼である。水に出入りすると必ず風雨をともない、光は日月のように強く、声は雷のようである。黄帝は夔を捕らえてその皮から太鼓をつくった。この太鼓を雷獣の骨で叩くと、その音は五百里にまで響き渡ったという。『繹史』巻五に引用されている『黄帝内伝』によれば、この太鼓は黄帝が蚩尤と戦ったときに使われたものだという。また『山海経広注』に引用されている『広成子伝』によると蚩尤が暴れるのをとめたのは夔ではなく同音の軌牛であったという。
夔は『説文解字』第五篇下における解説では「竜のような姿をしていて角がある」とされている。また『法苑珠林』に引用されている『白沢図』によれば「鼓のようで、一本足である」という。

### 妖怪の夔
『国語』「魯語」に三国時代の韋昭が付した注によると、夔は一本足であり、越人はこれを山繰と呼び、人の顔、猿の体で人語を解する動物であるという。『史記』「孔子世家」では夔は木石の怪であるとされ、魍魎と同一視されている。同様の記述が『抱朴子』「登渉篇」にもある。

### 人間としての夔
『書経』「舜典」では、夔は舜帝の配下である人間で、帝によって音楽を司るように命じられた。夔は「私が石を高く低く打てば百獣がそれに従って舞うことでしょう」と言ったという。
『春秋左氏伝』「昭公二十八年」には「后夔」という人物の名前が確認できる。
『韓非子』「外儲説左下」第三十三では、夔が一本足であるかどうかについての議論が行われている。このことを問われた孔子は「夔は一本足ではない。夔は性格が悪く人々は何も喜ばなかったが、誰からも害されることはなかった。なぜなら正直だったからである。この一つで足りる、だから一足というのである」。または「夔は何の才能もなかったが、音楽の才能だけは突出していた。そのため堯帝が『夔は一で足りる』と言った」と答えたという。
『呉越春秋』では、禹が四瀆(長江、黄河、済水、淮水のこと)を巡行した際に伯益と共にその手伝いをしたとされている。

## 山梨岡神社の夔神像と日本の夔

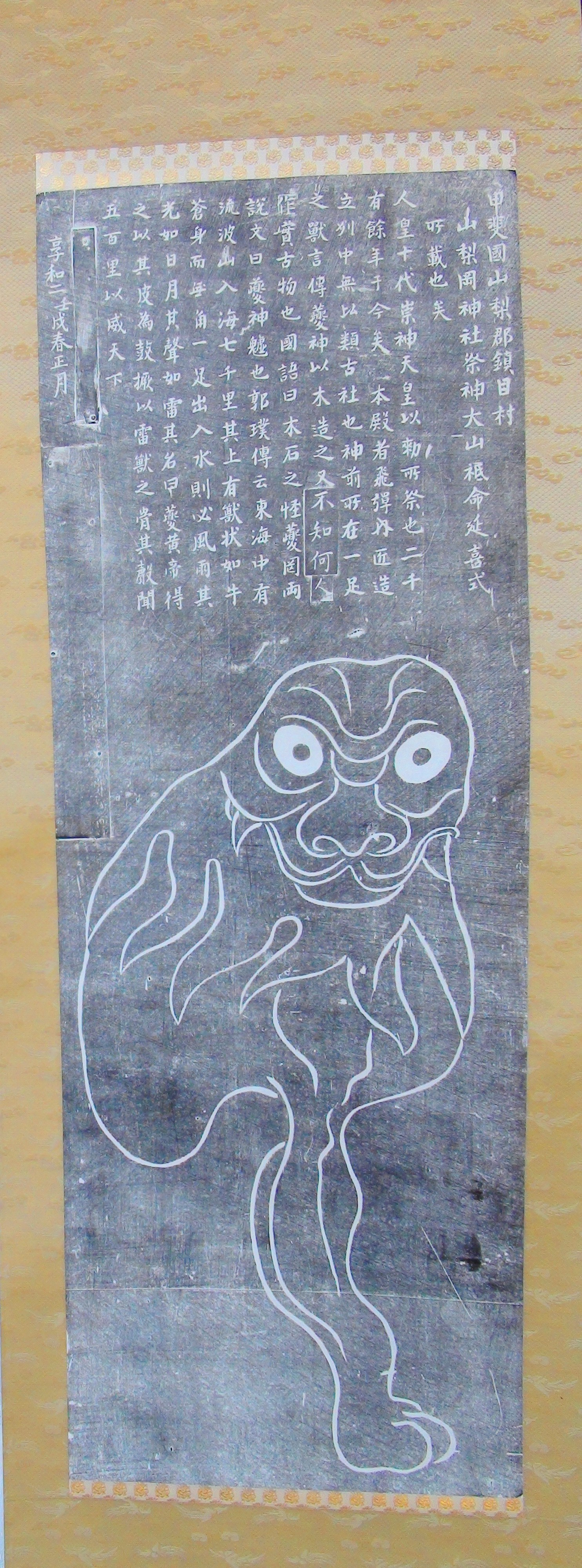
山梨岡神社の夔ノ神（きのかみ）（2011年4月4日撮影）

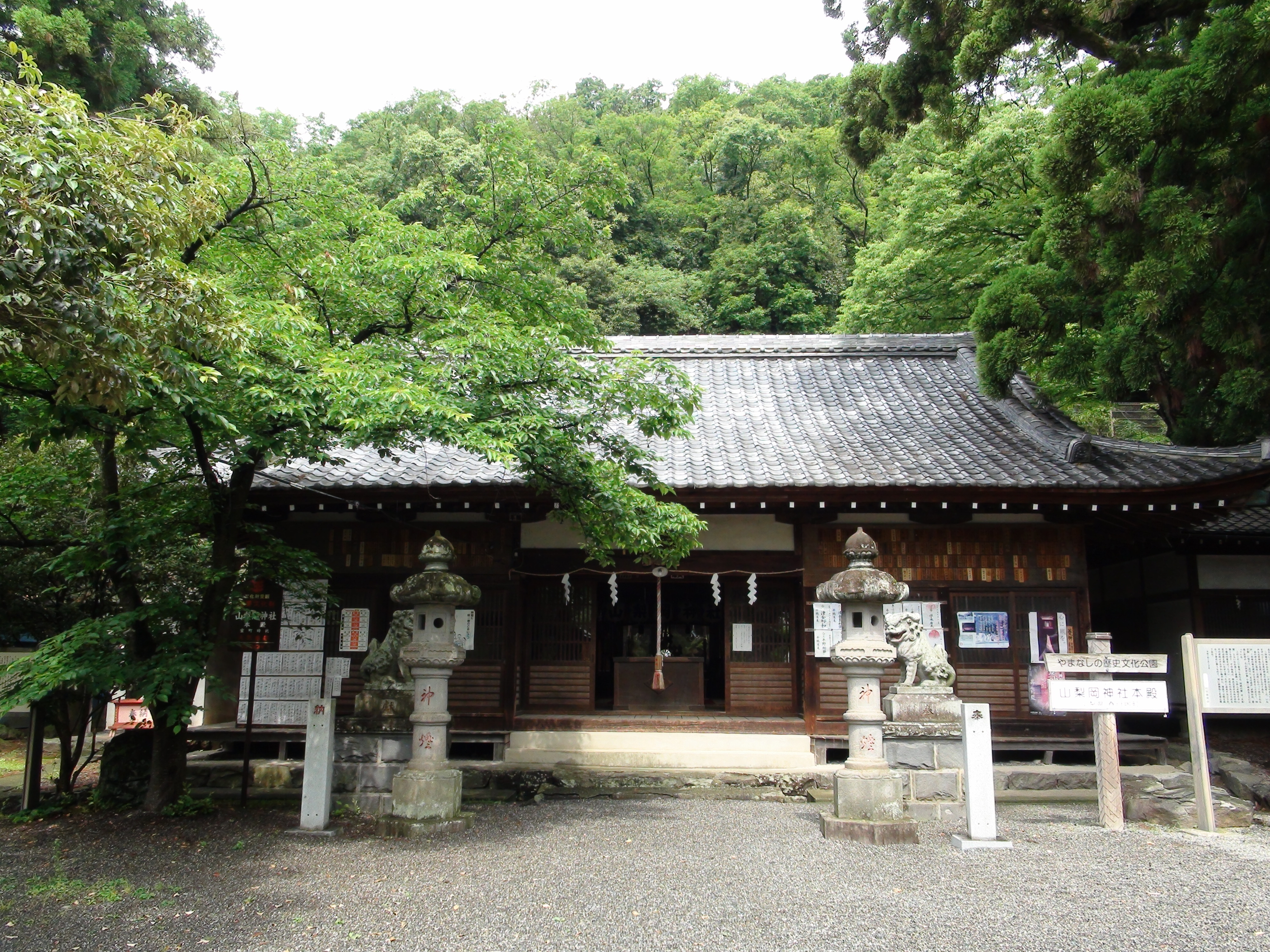
山梨岡神社

山梨県笛吹市春日居町鎮目に鎮座する山梨岡神社には、一本脚の神像が伝わっており、「山海経」に登場する夔（キ）の像として信仰を受けている。10年に一度（現在では7年に一度）4月4日に開帳され、雷除け・魔除けの神として信仰されている。
夔神像に関する記録は、荻生徂徠（おぎゅう そらい）の『峡中紀行』が初出とされる。甲府藩主・柳沢吉保の家臣である荻生徂徠は宝永3年（1706年）に吉保の命により甲斐を遊歴し、山梨岡神社にも足を運んでいる。この時、徂徠が山梨岡神社に伝来していた木像を「夔」に比定し、以来夔神（きのかみ）としての信仰が広まったと考えられている。夔神の来由を記した中村和泉守『鎮目村山梨岡神社夔神来由記』（慶応2年（1866年）、山梨県立博物館所蔵）によれば、江戸後期には夔神像に関して、天正年間に織田信長軍が山梨岡神社に乱入した際に疫病によって祟ったというような霊験譚が成立している。夔神信仰は江戸後期の社会不穏から生じた妖怪ブームにも乗じて広まったと考えられており、夔神の神札が大量に流通し、江戸城大奥へも献上されている。
明治初期には山中共古『甲斐の落葉』において紹介され、夔神像は欠損した狛犬の像が「山海経」の「夔」と結びつけられたものであると考えられている。
また、山梨県では山の神に対する信仰や雨乞い習俗、雷信仰などの山に関する信仰、神体が一本脚であるという伝承がある道祖神信仰が広く存在し、夔神信仰が受け入れられる背景にもなっていたと考えられている。
このほか、『古事記』に出てくる一本足（という読みもある）の神久延毘古の「クエ」という音は、夔の古代中国での発音kueiと似ており、関連がある可能性がある（加藤徹『怪力乱神』中央公論新社　96頁）。また水木しげるは、日本の一本足の妖怪「一本だたら」「山爺（やまちち）」と夔の類似性を指摘している（平凡社ライブラリー『山海経』解説「日本に渡った精霊たち」）。